# Doomdark's Revenge
Doomdark's Revenge è un videogioco di strategia e avventura fantasy pubblicato a fine 1984 per ZX Spectrum e nel 1986 per Amstrad CPC e Commodore 64 dalla Beyond Software, seguito di The Lords of Midnight e opera dello stesso designer Mike Singleton. Il giocatore controlla alcuni personaggi che viaggiano liberamente su un vasto territorio e radunano armate contro un impero nemico.
Conversioni non ufficiali e non commerciali di Doomdark's Revenge vennero diffuse nel 1991 per Commodore 16 64k e per MS-DOS.
Era previsto un ulteriore seguito intitolato Eye of the Moon, rimasto in progetto per diversi anni almeno fino al 1989, ma mai realizzato. Il seguito effettivo fu Lords of Midnight, uscito nel 1995 solo per MS-DOS.
Come in precedenza per The Lords of Midnight, nel 2014 la Chilli Hugger Software pubblicò il remake di Doomdark's Revenge, con grafica e interfaccia rinnovate, ma mantenendo lo stile semplice dell'originale, per Android, BlackBerry, iOS, Kindle Fire, Macintosh e Windows.
Le nuove versioni fanno capo a Chris Wild, già autore della conversione per DOS negli anni '90.

## Trama
La trama introduttiva è presentata da un racconto in inglese scritto dallo stesso Mike Singleton e allegato all'edizione originale per ZX Spectrum. Nelle edizioni successive e nella raccolta The Best of Beyond per Spectrum la stessa storia venne riproposta sotto forma di un'audiocassetta allegata al gioco. La cassetta contiene una sorta di radiodramma in inglese, con alcuni effetti sonori e musiche sintetizzate. Il narratore principale è Mark Peirson, affiancato da altri due attori. La storia uscì poi in vari formati di ebook con i remake.
Doomdark's Revenge è ambientato dopo che nel primo The Lords of Midnight Morkin ha distrutto la corona di ghiaccio causando la sconfitta del nemico. In seguito Morkin si è innamorato di Tarithel e stanno per sposarsi. Ma le forze del male si ripresentano attraverso Shareth, figlia di Doomdark (antagonista del gioco precedente, da cui il titolo lett. "La vendetta di Doomdark") e sovrana dell'Impero Ghiacciato, che fa rapire il giovane Morkin per colpire suo padre Luxor, principale guida delle forze del bene anche nel primo capitolo.
Il protagonista del gioco è Luxor, principe di Midnight, che è in grado di guidare a distanza i suoi alleati e vedere attraverso i loro occhi grazie a poteri magici, e deve avventurarsi nelle terre di Icemark. Inizialmente i tre personaggi che affrontano l'impresa sono Luxor, sul quale gravano le maggiori responsabilità, Tarithel, elfa (Fey) abile nel trovare la via del ritorno, e Rorthron, saggio mago veterano del gioco precedente. Il loro obiettivo è liberare Morkin e radunare uomini fedeli per combattere le forze di Shareth.

## Modalità di gioco
L'interfaccia è costituita da schermate grafiche e testuali, con i caratteri in stile onciale. I paesaggi sono mostrati come immagini statiche a quattro colori (due colori alla volta). La schermata tipica mostra il paesaggio che il personaggio attuale sta vedendo, con eventuali altri personaggi incontrati in primo piano, e in alto una breve descrizione del luogo e un'immagine del personaggio stesso. Altre schermate possono mostrare menù o informazioni testuali più lunghe.
Il giocatore deve guidare i propri personaggi e le loro eventuali armate di soldati, che si muovono insieme al rispettivo personaggio, cercando di portarli nel posto giusto al momento giusto.
L'azione è divisa in turni di un giorno, durante i quali si muovono uno o più personaggi indipendentemente. Quanto distante può viaggiare ogni personaggio dipende dai terreni attraversati, dall'uso o meno del cavallo, e dal livello di vigore del personaggio. I molti luoghi formano idealmente una griglia di caselle, dove spostarsi in diagonale permette di fare più strada. Durante la notte il computer effettua le mosse di Shareth e dei personaggi neutrali.
Lo scenario di Icemark è più vasto di quello di The Lords of Midnight, e comprende 6144 luoghi, 48.000 diverse scene, 128 personaggi e 128 oggetti.
I vari tipi di terreno e di costruzioni incontrabili, così come gli effetti e le possibilità che danno, sono uguali a quelli di The Lords of Midnight. Ci sono ad esempio foreste, montagne, colline, passaggi sotterranei, e costruzioni come città, torri e templi.
Il controllo è solo tramite tastiera, con funzioni associate a vari tasti. Il personaggio attuale può rivolgersi nelle otto direzioni cardinali, cambiando il panorama inquadrato. Può viaggiare nella direzione in cui è rivolto, spostandosi direttamente al luogo successivo. Si può cambiare a volontà tra i personaggi posseduti. Si può aprire un menù con varie azioni specifiche selezionabili, il cui elenco dipende dalla situazione attuale e dalle caratteristiche del personaggio. Altri comandi includono mostrare pagine informative (su luogo, personaggio, esercito, ultima battaglia svolta), salvataggio della partita e fine turno.
Con la versione ZX Spectrum era fornita una maschera di cartone da appoggiare sulla tastiera per evidenziare le funzioni dei vari tasti.
A inizio partita si controllano i tre personaggi di Luxor, Tarithel e Rorthron, poi può aggiungersi Morkin se viene liberato. Per rafforzarsi è necessario convincere anche altri personaggi comandanti di armate a unirsi alla propria giusta causa, ma le loro risposte possono essere imprevedibili. Nel frattempo altri possono allearsi a Shareth. Non tutti i personaggi reclutati sono affidabili, in seguito possono rivelarsi codardi, traditori o poco furbi.
Icemark è diviso approssimativamente tra cinque razze principali: gli uomini dell'Impero Ghiacciato governato da Shareth, i giganti, i nani, i barbari e i Fey (sul genere degli elfi), occasionalmente in lotta tra loro. Per il giocatore i più amichevoli sono i Fey e i più ostili gli uomini dell'impero, tuttavia anche tra questi possono trovarsi eventuali alleati.
In caso di incontri ostili, i piccoli combattimenti del singolo personaggio possono avvenire in ogni momento durante il turno, con esito immediato, mentre le battaglie tra armate continuano per tutta la giornata. Per marciare verso un'armata non amica serve apposito comando, che potrebbe anche non essere disponibile se il comandante ha paura di quell'avversario. Il comando può essere di attacco diretto oppure di avvicinamento cauto per eventuale trattativa, se l'avversario lo consente. Durante un'eventuale battaglia il personaggio che guida l'armata resta coinvolto fino a fine turno; in caso di sconfitta può morire oppure ritrovarsi solo e disperso. I risultati dei combattimenti sono calcolati dal computer e dipendono da molti fattori.
La sconfitta definitiva avviene solo se muore Luxor. Si può puntare invece a diversi tipi di vittoria: la più semplice si ottiene liberando Morkin e riportandolo alla porta di Varenorn; la più difficile e prestigiosa è sconfiggere completamente Shareth, e diventa anche l'unica possibilità nel caso in cui Morkin morisse. Risultati intermedi si ottengono riuscendo a riportare anche certi altri personaggi e oggetti a Varenorn.

## Accoglienza
Doomdark's Revenge fu accolto di solito molto positivamente dalla critica dell'epoca in tutte e tre le versioni, con medie dei voti fino anche al 90%.
La versione ZX Spectrum ricevette i riconoscimenti mensili di Crash Smash dalla rivista Crash e PCG Hit da Personal Computer Games, inoltre arrivò seconda (battuta per poco da Red Moon) nei sondaggi dei lettori di Crash come miglior avventura grafica dell'anno.
Due redattori di Zzap!64 lo misero tra i 10 migliori giochi per Commodore 64 degli anni '80. Zzap! apprezzò molto questa versione (voto 95%), giudicando più debole (60%) solo la grafica, ma la sua semplicità appariva necessaria in ragione dell'enorme quantità di diversi paesaggi possibili; per la rivista inoltre era piuttosto scadente l'audiocassetta allegata.
La versione Amstrad CPC ricevette un riconoscimento Mastergame di gioco del mese da Amstrad Action.

## Eredità
Sulla rivista britannica Computer and Video Games, per tre numeri mensili a partire da dicembre 1984, fu pubblicato un librogame di Doomdark's Revenge nello stile della serie Dimensione avventura, scritto da Clive Bailey della Beyond Software e da Terry Pratt, ex redattore della rivista.
Sorderon's Shadow del 1985, un'avventura testuale della Beyond per ZX Spectrum, trae ispirazione da The Lords of Midnight e Doomdark's Revenge per quanto riguarda le tecniche di generazione dei numerosi luoghi e panorami.
Un editor non ufficiale per modificare il gioco per ZX Spectrum uscì nel 1985.
Nel 2021 è uscito il romanzo in inglese Doomdark's Revenge tratto dal gioco, scritto da Drew Wagar e pubblicato da Fantastic Books Publishing, seguito di The Lords of Midnight del 2018 che era stato tratto dal primo videogioco.